# A Wringing Good Joke
A Wringing Good Joke è un cortometraggio muto del 1899 diretto da James H. White.
Il filmato è uno dei primissimi esempi di genere comico basati sul tema dei "ragazzini dispettosi", che tanta fortuna avrà nel cinema fin dalle origini. Il soggetto sarà ripreso in forma molto simile dall'American Mutoscope & Biograph in As in a Looking Glass (1903).
Gli interpreti (gli adulti e il ragazzino) non sono accreditati e non se ne conosce l'identità.

## Trama
Il nonno sta seduto sonnecchiando sulla sua poltrona in cucina, mentre una donna sta lavando il bucato. Approfittando di un momento di distrazione della donna, un ragazzino per scherzo lega la sedia del nonno ad un asciugamano che è nella tinozza del bucato. Quando l'asciugamano viene messo dalla lavandaia dentro lo strizzatore, trascina con sé la sedia dove è seduto il nonno, provocandone la caduta. Il ragazzino ride divertito.

## Produzione
Il film fu prodotto dall'Edison Manufacturing Company.

## Distribuzione
Distribuito dall'Edison Manufacturing Company, uscì nelle sale cinematografiche degli Stati Uniti nell'aprile 1899..